# پاشان
پاشان (به لاتین: Paşan) یک منطقه مسکونی در جمهوری آذربایجان است که در شهرستان زاقاتالا واقع شده است.